# Al Keller
Al Keller, ameriški dirkač Formule 1, * 11. april 1920, Alexander, New York, ZDA, † 19. november 1961, Phoenix, Arizona, ZDA.
Al Keller je pokojni ameriški dirkač, ki je med letoma 1955 in 1961 sodeloval na ameriški dirki Indianapolis 500, ki je med letoma 1950 in 1960 štela tudi za prvenstvo Formule 1. Najboljši rezultat je dosegel na dirki leta 1958, ko je zasedel enajsto mesto. Leta 1961 se je smrtno ponesrečil na dirki v Phoenixu.